# La vida secreta de Walter Mitty
 La vida secreta de Walter Mitty  (títol original en anglès: The Secret Life of Walter Mitty) és una pel·lícula estatunidenca de Norman Z. McLeod estrenada el 1947, i realitzada a partir de la novel·la del mateix nom escrita per James Thurber i apareguda en el  The New Yorker el 1941. Ha estat doblada al català.

## Argument
Un jove autor, Walter Mitty (Danny Kaye), treballa com a corrector en una editorial de pulp ficcions (obres de terror barates) i viu amb la seva opressiva i dominant mare. Aconsegueix evadir-se d'aquesta atmosfera familiar imaginant que és, en el transcurs de somnis, successivament capità d'una nau corsaria, pilot de la RAF, etc. En cadascuna d'aquestes escenes, veu una magnífica noia rossa (Virginia Mayo) en perill. Fins al dia en què, desafortunadament, es troba de cara a una verdadera xarxa d'espies que persegueix la noia rossa, ben real. Evidentment, ningú no s'ho creu en el seu cercle. Lluita doncs sol de cara a un psicoanalista massa dolç per ser honrat (Boris Karloff) i tota una banda de personatges dirigits per un professor holandès apassionat de les roses.

## Repartiment
- Danny Kaye: Walter Mitty
- Virginia Mayo: Rosalind van Hoorn
- Boris Karloff: Dr. Hugo Hollingshead
- Fay Bainter: Sra. Eunice Mitty
- Ann Rutherford: Gertrude Griswald
- Thurston Hall: Bruce Pierce
- Gordon Jones: Tubby Wadsworth
- Florence Bates: Sra. Emma Griswald
- Konstantin Shayne: Peter van Hoorn
- Reginald Denny: Coronel
- Henry Corden: Hendrick
- Doris Lloyd: Sra. Letitia Follinsbee
- Les Goldwyn Girls

I, entre els actors que no surten als crèdits :
- Mary Forbes: Sra. Pierce
- Lumsden Hare: Dr. Pritchard-Mitford
- Henry Kolker: Dr. Benbow
- Chris-Pin Martin: Criat
- Charles Trowbridge: Dr. Renshaw
- Betty Blythe

## Adaptació en dibuixos animats
- La sèrie animada Waldo Kitty s'inspira en la mateixa novel·la de James Thurber, l'«heroi» és, aquesta vegada, un gat.

## Al voltant de la pel·lícula
- Walter Mitty és igualment el nom d'un grup pop-rock marsellès.[3]